# 塚田浩司
塚田 浩司（つかだ こうじ、1983年5月14日 - ）は、日本の小説家。

## 来歴
- 2016年　執筆開始。
- 2017年　第15回坊っちゃん文学賞 「オトナバー」でショートショート部門大賞受賞。
- 2021年　BOOK SHORTS[1]より、著作「俺の海」を原作とした短編映画が公開される。和田正人、紺野まひる出演[2]。
- 2022年
  - 第2回ステキブンゲイ大賞 「WASHOKU 〜コイ物語〜」[3]で大賞受賞[4]。
  - 千曲市の地元企業とコラボレーションし、『ちくま800字文学賞』を主催。審査員長を務める。全国より総応募数1,005作品となる。
- 2023年　『ひなた短編文学賞』本年第1回より選考委員長。[5]

## 人物
日本料理店の七代目当主。三姉妹の父。小説を描き始めるきっかけになった作家として綿矢りさ、朝井リョウ、羽田圭介、又吉直樹を挙げている。好きなアーティストはセツナブルースター、玉置浩二、BE:FIRST、90年代のV系バンド。ソムリエの資格を持っている。

## 作品

### 著書・連載
- 『おこじょな800字小説』（千曲市市民広報紙「ちくま未来新聞」連載、2020年 - ）
- 『コイのレシピ』（ステキブンゲイ、2022年） ISBN 978-4434309649
- 『読み切り短編小説』（「信濃毎日新聞」連載、詐欺被害を題材としている 2024年 - ）[7]

### 作品収録アンソロジー
- 『5分後に意外な結末EX チョコレート色のビターエンド』（学研プラス、2018年） ISBN 978-4052046421
- 『5分後に意外な結末EX エメラルドに輝く風景』（学研プラス、2018年） ISBN 978-4052046452
- 『5分後に意外な結末EX バラ色の、トゲのある人生』（学研プラス、2018年） ISBN 978-4052049309
- 『ショートフィルムズ（5分後の隣のシリーズ）』（学研プラス、2019年） ISBN 978-4052050909
- 『意味がわかると鳥肌が立つ話』（学研プラス、2019年） ISBN 978-4052050916
- 『5分後に意外な結末 ベストセレクション 黒の巻』（講談社、2020年） ISBN 978-4065200414
- 『5分後に意外な結末 ベストセレクション 白の巻』（講談社、2020年） ISBN 978-4065200421
- 『MY HOPPY STORY』（都市出版株式会社、2020年） ISBN 978-4901783798
- 『夢三十夜 あなたの想像力が紡ぐ物語（5分後の隣のシリーズ）』（学研プラス、2021年） ISBN 978-4052054259
- 『5分後に涙』（スターツ出版、2024年） ISBN 978-4813715627
- 『5分後に煌めく世界 太陽』（大創出版、2025年）
- 『5分後に煌めく世界 月』（大創出版、2025年）